# ナカミチ
ナカミチ株式会社は、かつて存在した日本のAV機器メーカーである。2023年（令和5年）4月現在、解散登記はされておらず、法人自体は存在する。

## 歴史
1948年（昭和23年）創業。かつては東京証券取引所第2部に上場していた中堅メーカーだった（証券コード:6813）。
コンパクトカセット式テープレコーダーの開発に早くから取り組み、1970年代から1980年代にかけて1000（1972年北米で先行発売）、700（1973年発売）、1000ZXL（1980年発売）、DRAGON（1982年発売）、CR-70（1985年発売）などに代表される超高級カセットデッキで有名であった。RX-505、および、RX-202（両者共に1983年発売）のようにアジマスを全く狂わさずに安定して再生するために、ヘッドではなくカセットテープ本体そのものを180°回転させるオートリバース機構を採用したカセットデッキなど大変ユニークな機種（製品）も存在した。さらにレクサス・LS400（1990年代当時の日本名はトヨタ・セルシオだった）、ブガッティ・EB110の純正カーオーディオにも採用された。情報損失を極限まで減らすために、カセットテープに応じてアジマス角を調節する機構を継続的に搭載し続けた事が最大の特徴である。
当社の製品の大多数はアナログオーディオ関連のハイエンド製品で占めていたため、1990年代に入るとCDの普及に対応できず、消費者向けハイエンド製品では苦戦を強いられた。 業務用のCD試聴機やカーオーディオ製品を発売し、特に業務用のCD試聴機は多くのCDショップに導入されていた。
しかし、バブル景気の崩壊以後経営難に苦しみ、1997年（平成9年）には香港の投資ファンドであるザ・グランデ・ホールディングズ・リミテッド傘下となるが、その後も経営状況は改善せず、2002年（平成14年）2月19日に民事再生法の適用を申請して倒産した。これを受けて東京証券取引所が5月20日に上場廃止することを決定。
2004年にグランデ・グループの拠点のあるシンガポールに本社を移転。
以後も日本国内外でAV機器の開発・販売を継続していたが、2008年（平成20年）5月31日をもって日本国内での販売を終了した。ただし、日本国外向け製品（プラズマ・液晶テレビなど）の販売は継続するとしている。
代表取締役社長であった中道仁郎は、1998年（平成10年）8月にNakamichiを退社し新会社を設立。Niro Nakamichi というブランドを立ち上げ、高級プリメインアンプを販売していたが、同社は2020年に清算されている。

## 沿革
- 1948年（昭和23年） - 創業者の中道悦郎により創業。
- 1950年（昭和25年） - 磁気テープレコーダーを手がける。千代田理研株式会社を目黒区白金に設立する。
- 1953年（昭和28年） - テープレコーダーのキットを販売する。目黒区大岡山に移転する。
- 1954年（昭和29年） - セコニックより自動車用計測機の組立てを受注する。
- 1955年（昭和30年） - セコニックより電気露出計の設計開発を受注する。文京区本郷に移転する。
- 1957年（昭和32年） - ダイナミックマイクの開発、テープレコーダー用磁気ヘッドの開発製造、コーワ向けテープレコーダー/ヤシカ（現：ジェネシスホールディングス）向けビルトイン露出計/ミノルタ（現：コニカミノルタ）向けストロボの開発など。杉並区成田東に移転する。
- 1958年（昭和33年） - 株式会社中道研究所を設立する。松下電器産業（現：パナソニックホールディングス）、三洋電機、日東電気、ヤシカなどからテープレコーダーの設計開発を受注する。
- 1959年（昭和34年） - 沖電気から、テープレコーダーの設計、製造を受注する。ストレインゲージを開発する。杉並区天沼に移転する。
- 1960年（昭和35年） - 極東貿易との合弁会社、東邦電子株式会社を設立する。
- 1961年（昭和36年） - 沖電気からの受注品を中道研究所で設計し、東邦電子にて製造する。
- 1963年（昭和38年） - 大阪港レーダー用8チャンネル長時間録音システムを製造する。小平市鈴木町に移転する。
- 1964年（昭和39年） - 日本国内向け製品の自社ブランド「FIDELA」（フィデラ）を発足する。
- 1966年（昭和41年） - 米国に進出する。
- 1967年（昭和42年） - ハーマン・カードンにオープンリールデッキとコンパクトカセットデッキをOEM供給する。青森県南津軽郡に中道マグネティックスを設立する。
- 1968年（昭和43年） - 三菱電機、パイオニア、アンペックスへオープンリールデッキをOEM供給する。
- 1972年（昭和47年） - 世界初のクローズドループ・デュアルキャプスタン・ディスクリート（完全独立式）3ヘッド構成による超高級コンパクトカセットデッキ「Nakamichi 1000 Tri-Tracer」を米国にて発表、および米国にて先行発売する（ただし日本では1973年に「Nakamichi 700」と同時発売）。
- 1973年（昭和48年） - 自社ブランドを「ナカミチ」(Nakamichi)とする。
- 1975年（昭和50年） - コンピュータ周辺機器事業の営業権を譲渡する。
- 1978年（昭和53年） - OEM供給を全廃する。
- 1979年（昭和54年） - 中道研究所、中道マグネティックスを吸収合併、ナカミチ株式会社とする。
- 1980年（昭和55年） - 千代田理研を吸収合併する（千代田理研を存続会社として社名を変更）。ナカミチ福島株式会社を設立する。
- 1981年（昭和56年） - 東証店頭市場に上場する。
- 1982年（昭和57年） - 三協精機（現：ニデックインスツルメンツ）とサプライヤー契約に伴う業務提携。高級カセットデッキ「DRAGON」発売。創業者の中道悦郎死去。
- 1983年（昭和58年） - カーオーディオに参入する。PCMプロセッサーを米国にて発売する。
- 1984年（昭和59年） - 東証第2部に上場する。
- 1988年（昭和63年） - 世界初のDATトランスポートユニット「Nakamichi 1000」、およびA/D・D/Aコンバーターユニット「Nakamichi 1000p」を開発、販売する。
- 1989年（平成元年） - 車載用CDチェンジャーを開発、販売する。
- 1993年（平成5年） - ナカミチ福島を閉鎖。
- 1994年（平成6年） - 7連装CD-ROMチェンジャー「MBR-7」（SCSI接続、2倍速）を発売する。
- 1997年（平成9年） - 香港のザ・グランデ・ホールディングズ・リミテッドの傘下に入る。同社の据え置き型オートチェンジャー機能付き音楽用CDプレーヤーで培ってきたノウハウを生かし、ATAPI接続に対応した16倍速5連装PC用CD-ROMドライブ「MJ-5.16」を開発・販売する。
- 1999年（平成11年） - 当社最後のコンパクトカセットデッキ「DR-10」（実質的には「DR-2」のマイナーチェンジ機種にあたる）を発売する。なお、この機種は一連の国産カセットデッキとしては最後に発売された3ヘッド・クローズドループ・デュアルキャプスタン方式を採用したコンパクトカセットデッキでもあった。[要出典]
- 2002年（平成14年）2月19日 - 民事再生法の適用を申請し、事実上倒産する。ナカミチ販売は「ナカミチ販売は法的な影響を受けず、ナカミチブランド製品の出荷やメンテナンスを、今まで通り行なう」と発表。ナカミチ販売の代表者は中道武で、同じくグランデ傘下の山水電気株式会社や、同じく傘下の赤井電機の代表も兼ねている。
- 2003年（平成15年） - 本社を東京都渋谷区に移転。
- 2008年（平成20年）5月31日 - ナカミチ販売が日本国内での製品の販売を終了、アフターサービスは継続するが、販売は日本国外のみとなる。
- 2010年（平成22年） - アフターサービス部門を、山水電気の正規サポート代理店である株式会社IDKに7月30日をもって譲渡。8月2日より、株式会社IDKナカミチサービスセンターが業務を開始。
- 2021年（令和3年）3月31日 - IDKナカミチサービスセンターの業務を終了。以後のアフターサービスは福岡県中間市にある有限会社エムエーサービスがその業務を受け持つこととなった[6]。

## 主な事業所
- ナカミチ販売株式会社
  - 東京都渋谷区東2-23-3グランデビル

## 評価
海外での評価が高く、2006年（平成18年）にアメリカで行われたある人気ブランドの調査では、バング&オルフセン及びボーズに次ぐ3位という好成績を収めている。
2010年代後半からは、ナカミチのカセットデッキがテープ資産のアーカイブで重宝され、中古市場・オークションなどで価格が軒並み高騰しており、特に1000シリーズ（1000・1000 II・1000ZXL・1000ZXL Limited）と700シリーズ（700・700 II・700ZXE・700ZXL）、DRAGONは整備済みの完動品やジャンク品（不動品）を問わず、非常に高い相場で取引されていおり、その中でも1000ZXLをベースにゴールドメッキ仕様の筐体が採用された限定受注生産モデルの1000ZXL Limited（1981年発売）は整備済み且つ、外装の状態が良好な個体は最低でも250万円以上のプレミア価格が付けられている。